# Norman Davies
Professor Ivor Norman Richard Davies (født 8. juni 1939) er en ledende britisk professor i historie, født i Bolton i Lancashire af walisiske forældre. Davies er kendt for sine publikationer om Europas historie, Polens historie og Storbritanniens historie.

## Akademisk baggrund
Davies studerede 1957-1958 i Grenoble i Frankrig. Han var påvirket af A.J.P. Taylor på Magdalen College på Oxford University og dimitterede med en Bachelor of Arts i historien i 1962. I 1966 tog han en Master of Arts på University of Sussex. Han studerede i Perugia i Italien. Davies havde planer om at studere til Ph.d. i Sovjetunionen, men fik ikke indrejsevisum. Han tog i stedet til Kraków, hvor han studerede på Universitet Jagielloński og forskede i Den polsk-sovjetiske krig. Da denne krig officielt ikke eksisterede i den polske kommunistiske historieskrivning, ændrede han titlen på sin afhandling til The British Foreign Policy towards Poland, 1919–20. Efter Davies havde fået sin ph.d. i Kraków i 1968 blev den udgivet i 1972 under titlen White Eagle, Red Star. The Polish-Soviet War 1919–20.
Fra 1971 underviste Davies i polsk historie ved School of Slavonic and East European Studies (SSEES) på University of London, hvor han var professor fra 1985 til 1996. For tiden er Davies Supernumary Fellow ved Wolfson College i Oxford, medlem af British Academy og Royal Historical Society (United Kingdom). Davies har undervist i mange lande heriblandt USA, Canada, Australien, Japan, Kina, Polen og flere andre europæiske lande.